# Алоа ле Перноа
Алоа ле Перноа (фр. Halloy-lès-Pernois) насеље је и општина у североисточној Француској у региону Пикардија, у департману Сома која припада префектури Амјен.
По подацима из 2011. године у општини је живело 360 становника, а густина насељености је износила 58,06 становника/km². Општина се простире на површини од 6,2 km². Налази се на средњој надморској висини од 42 метара (максималној 128 m, а минималној 38 m).

## Демографија
| 1962. | 1968. | 1975. | 1982. | 1990. | 1999. | 2011. |
| ----- | ----- | ----- | ----- | ----- | ----- | ----- |
| 153   | 172   | 195   | 319   | 341   | 355   | 360   |

График промене броја становника у току последњих година